# Avivah Gottlieb Zornberg
Avivah Gottlieb Zornberg (Londra, 1944) è una biblista e scrittrice britannica naturalizzata israeliana; trasferitasi in Israele nel 1969, attualmente risiede a Gerusalemme. È esperta nell'ambito della Torah e della letteratura rabbinica.

## Biografia
Discendente da una rinomata famiglia rabbinica dell'Europa orientale, i suoi genitori si sposarono a Vienna dove risiedevano, finché l'ascesa dei nazisti al potere e l'Anschluss del 1938 li obbligarono a lasciare il paese e a spostarsi in Inghilterra. Poco dopo la nascita di Avivah Zornberg, la famiglia fu evacuata da Londra e si trasferì a Cambridge a causa della guerra.
Negli anni '50, il padre, dottor Wolf Gottlieb, fu il rabbino capo della Sinagoga Garnethill di Glasgow e capo della corte rabbinica locale.
Cresciuta a Glasgow,
conseguì il PhD in letteratura inglese all'Università di Cambridge. Nel 1969 fece ritorno in Israele, stabilendosi a Gerusalemme.
Dopo aver insegnato letteratura inglese all'Università Ebraica di Gerusalemme, nei primi anni '80 cominciò il suo percorso nell'ambito degli studi biblici. Il commentario della Torah fu motivo della sua notorietà internazionale, cui seguirono periodici lettorati negli Stati Uniti, in Canada e nel Regno Unito, una docenza alla su citata London School of Jewish Studies e l'intervista al programma Genesis: A Living Conversation ("Libro della Genesi: una discussione ancora aperta") di Bill Moyers, in onda sulla Public Broadcasting Service.
Al 2016, ha pubblicato cinque monografie, nelle quali si avvale degli strumenti della critica letteraria e psicoanalitica, citando sia commentatori dell'Ebraismo rabbinico sia filosofi, psicologi, mistici e poeti dell'età moderna.

## Opere
- (EN) Avivah G. Zornberg, The Beginning of Desire: Reflections on Genesis, 1ª ed., New York, Image Books/Doubelday, 1995, ISBN 0-385-48337-6, OCLC 869741384. (vincitore del premio Jewish Book Council Award nel '95[14])
- (EN) Avivah G. Zornberg, The Particulars of Rapture: Reflections on Exodus, 1ª ed., Knopf Doubleday Publishing Group, 2001, ISBN 0-8052-1244-2, OCLC 794847399.
- (EN) Avivah G. Zornberg, The Murmuring Deep: Reflections on the Biblical Unconscious, 1ª ed., New York, Schocken Books, 2009, ISBN 0-8052-4247-3, OCLC 227573450. (su Genesi, Giona, Ester, Rut)
- (EN) Avivah G. Zornberg, Bewilderments: Reflections on the Book of Numbers, New York, Knopf Doubleday Publishing Group, Schocken Books, 24 febbraio 2015, ISBN 0-8052-4305-4, OCLC 875675076.
- (EN) Avivah G. Zornberg, Moses: A Human Life, Jewish Lives, 1ª ed., Cumberland, Yale University Press, 2016, ISBN 0-300-22512-1, OCLC 961437621.